# 2010: Odisea dos
2010: Odisea dos es una novela de ciencia ficción de Arthur C. Clarke. Es la segunda novela de la saga Odisea espacial y salió a la venta en enero de 1982. Fue nominada al premio Hugo a la mejor novela en 1983. La novela se convirtió en película en 1984, 2010: The Year We Make Contact, dirigida por Peter Hyams.

## Argumento
Al contrario que 2001: Una odisea espacial, la novela y el guion de la película no se escribieron simultáneamente. La película, que es posterior a la novela, no es una adaptación en el sentido convencional, y de allí las diferencias significativas entre las dos. Una parte de la novela guarda similitud con una historia corta mucho más vieja de Clarke, Lección de historia: la rápida evolución en un mundo hecho habitable.
Clarke enumera en el prólogo del autor las diferencias entre las versiones cinematográfica y literaria de 2001, y opta, para redactar esta continuación, por basarse en la versión cinematográfica allí dónde ambas difieren. Así, la historia se desarrolla nueve años después del fracaso de la misión de la Discovery a Júpiter, como en la película de Stanley Kubrick en lugar de Saturno como ocurría en la novela.
Una tripulación soviéticoestadounidense, que incluye al Doctor Heywood Floyd que ya aparecía en 2001, viaja en la nave espacial soviética Alexei Leonov —llamada así en honor del famoso cosmonauta— con el fin de descubrir qué salió mal en la misión anterior, investigar el monolito que sigue en órbita alrededor del planeta y averiguar todo lo posible sobre el mal funcionamiento de la computadora HAL 9000 y la posterior desaparición del astronauta David Bowman. Esperan encontrar respuestas a todas estas preguntas en el interior de la Discovery, ahora abandonada en una órbita inestable alrededor de Júpiter.
Aunque los estadounidenses están construyendo la Discovery II con este fin, los soviéticos se les adelantan gracias a sus nuevos propulsores llamados Sakharov —una referencia al físico Andrei Sájarov—. Floyd y otros dos científicos estadounidenses son admitidos como parte de la tripulación de la Leonov por sus conocimientos de los sistemas de la Discovery y de su computadora HAL 9000. Sin embargo, una supuesta estación espacial china que se está construyendo en órbita alrededor de la Tierra resulta ser una nave espacial interplanetaria de nombre Tsien, que también se dirige a Júpiter, adelantándose unos días a la Leonov.
La tripulación de la Leonov se ve sorprendida por la nave china y deducen que necesariamente ha debido consumir todo su combustible para llegar tan rápido al sistema joviano. Posteriormente Floyd intuye que su principal objetivo debe ser posarse en Europa, ya que la nave china puede usar las grandes reservas de agua de este satélite para recargar sus tanques, pues los modernos motores pueden emplear agua como combustible.
La misión de la Tsien sorprendentemente fracasa cuando es destruida por una forma de vida alienígena, mientras está posada en la helada superficie de Europa recargando sus tanques. El único superviviente transmite por radio lo sucedido a la Leonov, muriendo poco después.
La tripulación de la Leonov se encuentra con la Discovery, que se halla en un estado de conservación razonablemente bueno a pesar del tiempo transcurrido a la deriva. La computadora HAL 9000 es reactivada por el Dr. Chandra con el objetivo de determinar la causa de su anterior conducta aberrante.
A continuación, una sucesión de escenas narra las aventuras de David Bowman, el comandante de la Discovery, que desapareció en 2001. Bowman se ha transformado en una forma de vida incorpórea, como los alienígenas que controlan a los monolitos y regresa justo en este momento, utilizando el monolito de Júpiter como puerta de entrada a nuestro universo.
Los alienígenas usan a Bowman para explorar bajo el hielo de Europa, donde encuentran la forma de vida acuática que ha acabado con la nave espacial china. Bajo las nubes de Júpiter también descubren formas de vida gaseosa jovianas —un homenaje a Carl Sagan, que imaginó a estas fantásticas criaturas en un capítulo de su libro Cosmos: Un viaje personal—. Los alienígenas creen que las criaturas de Europa tienen mayor potencial evolutivo. Después, el avatar de Bowman viaja a la Tierra y contacta con personas significativas de su pasado humano: cepilla el pelo a su anciana madre poco antes de que muera y se aparece a su antigua pareja en la pantalla de televisión.
Recuperado el control de la Discovery e investigado de cerca el monolito sin sacar ninguna conclusión satisfactoria, la expedición soviéticoestadounidense prepara su regreso a la Tierra. De repente, Bowman se aparece ante Floyd, advirtiéndole que deben dejar el sistema joviano antes de dos días. Floyd tiene dificultad para convencer al resto de la tripulación, pero entonces, el monolito desaparece de la órbita y una misteriosa mancha oscura empieza a formarse en Júpiter, creciendo sin cesar. Observándola a través del telescopio se percatan de que se trata de una inmensa población de monolitos que, aumentando en proporción geométrica, parece estar comiéndose literalmente el planeta. Los monolitos parecen ser máquinas de Von Neumann, capaces de autorreplicarse para realizar más rápido su trabajo.
La Leonov no tiene combustible suficiente para poner rumbo a la Tierra en tan breve lapso de tiempo, por lo que elaboran un plan alternativo que consiste en acoplar la Discovery a la Leonov y usarla como cohete propulsor, abandonándola posteriormente. La tripulación está angustiada por si HAL sufre la misma crisis neurótica al descubrir que la nave será abandonada, y Chandra debe convencer a HAL de que la tripulación humana está en peligro.
El enjambre de monolitos aumenta rápidamente, aumentando la densidad de Júpiter hasta que el planeta inicia la fusión nuclear, convirtiéndose en una estrella enana después de una gran explosión. Esto borra las formas de vida primitivas que habitaban en la atmósfera joviana, pero proporciona una fuente de energía y calor a la prometedora vida acuática de Europa, que comienza a evolucionar rápidamente hacia especies autoconscientes e inteligentes.
Justo antes de que Júpiter se convierta en una estrella, con la Leonov ya a una distancia segura, Bowman regresa a la Discovery para darle una última orden a HAL: la transmisión de un mensaje a la Tierra. El mensaje dice: «TODOS ESTOS MUNDOS SON PARA USTEDES / VOSOTROS, EXCEPTO EUROPA. NO INTENTEN / INTENTÉIS ATERRIZAR ALLÍ».
La creación de la nueva estrella, que en la Tierra se llama «Lucifer» —portador de luz—, destruye completamente a la Discovery. Sin embargo, HAL se transforma en el mismo tipo de forma de vida energética que David Bowman y los alienígenas productores de monolitos.

### Epílogo: 20 001
El libro acaba con un epílogo breve que tiene lugar en el año 20 001. En esa época tan remota, los Europanos han evolucionado hacia una nueva especie inteligente que ha desarrollado una civilización primitiva, con singulares analogías con las civilizaciones terrícolas antiguas. Consideran a la estrella Lucifer, anteriormente el planeta Júpiter, como su estrella principal, refiriéndose al lejano Sol como «el sol frío». Aunque la mayoría viven en el hemisferio de Europa que constantemente está orientado a Lucifer, algunos Europanos han empezado recientemente a explorar el hemisferio opuesto, donde nunca brilla el cálido Lucifer y que todavía está cubierto con hielo. Allí, descubren el espectáculo de la noche estrellada y comienzan a especular con la posibilidad de que la creación no se limite exclusivamente a Europa, de que existan otros mundos, otros soles y quizás, otras criaturas inteligentes en el universo.
Los Europanos que exploran el lado oscuro de Europa han desarrollado una mitología basada en sus observaciones. Dicen sus leyendas que Lucifer no siempre estuvo allí y que el sol frío es su hermano, que fue castigado por un antiguo pecado a marcharse lejos y recorrer todos los días el cielo. Los Europanos también ven otros tres cuerpos mayores en el cielo, los satélites jovianos Ío, Calisto y Ganímedes. Incapaces aún de explicar sus erráticos movimientos, observan en dos de ellos misteriosas luces que brillan en las zonas oscuras. Los más osados las atribuyen a otras civilizaciones y realmente es así: las lunas de Júpiter están siendo colonizadas por los humanos... excepto Europa.
Los humanos han estado intentando explorar Europa desde que Lucifer se creó en 2010. Sin embargo, ninguno de estos esfuerzos ha tenido éxito. Cada nave espacial o sonda que ha intentado aterrizar en Europa se ha destruido en la atmósfera. Las ruinas que caen a la superficie del planeta son veneradas por los Europanos de una manera similar a los cultos primitivos de la Tierra.
También se cuenta que hay un monolito en Europa y que es adorado por los Europanos como algo sagrado. Estos asumen que el monolito es lo que los mantiene a salvo. David Bowman y Hal están, de algún modo, en ese monolito, que continuará siendo el guardián de Europa y frenando las tentativas de contacto de los humanos hasta que llegue el momento oportuno.
Los granjeros sembraron y, en ocasiones, cosecharon... Pero a veces tuvieron que escardar.

## Diferencias entre 2010 y los otros trabajos
- La novela y la película de 2010 respetan las localizaciones de la película 2001: Una odisea del espacio, localizando los eventos en Júpiter, en lugar de Saturno, donde transcurría la novela.
- En todas las novelas de la Odisea espacial el instructor de HAL se llama Dr. Chandra, pero en la película 2001: Una odisea del espacio tiene el nombre de Sr. Langley. En la película de 2010 también se llama Dr. Chandra.
- En 3001: Odisea final, se dice que la misión de Leonov ha tenido lugar en la década de 2040.

## Referencia Bibliográfica
- Clarke, Arthur C. (1988). 2010, odisea dos. Barcelona: Ultramar Editores, S.A. ISBN 978-84-7386-361-2.

- Datos: Q1751752